# Premiul Independent Spirit pentru cel mai bun film de debut
Premiul Independent Spirit pentru cel mai bun film de debut (în engleză Independent Spirit Award for Best First Feature) este unul dintre premiile anuale acordate de Film Independent, o organizație non-profit dedicată filmelor independente și realizatorilor de film independenți. A fost acordat pentru prima dată în 1986. Filmul She's Gotta Have It al lui Spike Lee a fost primul beneficiar al premiului.
În 2000, această categorie a fost împărțită în două categorii separate: una pentru filme cu bugete de peste 500.000 de dolari americani și o nouă categorie, Premiul Independent Spirit John Cassavetes, care a fost limitată la filme cu bugete sub 500.000 de dolari americani. În 2001, filmele puteau fi eligibile indiferent de bugetul lor, atâta timp cât era un debut regizoral de lungmetraj.

## Câștigători și nominalizări

### Anii 1980
| An   | Câștigător                 | Regizor(i)                             | Producător(i)                                           |
| ---- | -------------------------- | -------------------------------------- | ------------------------------------------------------- |
| 1986 | She's Gotta Have It        | Spike Lee                              | Spike Lee                                               |
| 1986 | Belizaire the Cajun        | Glen Pitre                             | Allan L. Durand                                         |
| 1986 | A Great Wall               | Peter Wang                             | Shirley Sun                                             |
| 1986 | Hoosiers                   | David Anspaugh                         | John Daly, Carter DeHaven, Derek Gibson și Angelo Pizzo |
| 1986 | True Stories               | David Byrne                            | Gary Kurfirst                                           |
| 1987 | Dirty Dancing              | Emile Ardolino                         | Linda Gottlieb                                          |
| 1987 | Anna                       | Yurek Bogayevicz                       | Zanne Devine                                            |
| 1987 | Hollywood Shuffle          | Robert Townsend                        | Carl Craig                                              |
| 1987 | Siesta                     | Mary Lambert                           | Gary Kurfirst                                           |
| 1987 | Waiting for the Moon       | Jill Godmilow                          | Sandra Schulberg                                        |
| 1988 | Mystic Pizza               | Donald Petrie                          | Mark Levinson și Scott M. Rosenfelt                     |
| 1988 | Border Radio               | Allison Anders, Dean Lent și Kurt Voss | Marcus DeLeon                                           |
| 1988 | The Chocolate War          | Keith Gordon                           | Jonathan D. Krane                                       |
| 1988 | The Prince of Pennsylvania | Ron Nyswaner                           | Jonathan D. Krane                                       |
| 1988 | The Wash                   | Michael Toshiyuki Uno                  | Calvin Skaggs                                           |
| 1989 | Heathers                   | Michael Lehmann                        | Denise Di Novi                                          |
| 1989 | 84 Charlie Mopic           | Patrick Sheane Duncan                  | Michael Nolan                                           |
| 1989 | Powwow Highway             | Jonathan Wacks                         | Jan Wieringa                                            |
| 1989 | Sidewalk Stories           | Charles Lane                           | Howard M. Brickner                                      |
| 1989 | Talking to Strangers       | Rob Tregenza                           | J.K. Eareckson                                          |

### Anii 1990
| An   | Câștigător                          | Regizor(i)                        | Producător(i)                                                         |
| ---- | ----------------------------------- | --------------------------------- | --------------------------------------------------------------------- |
| 1990 | Metropolitan                        | Whit Stillman                     | Whit Stillman                                                         |
| 1990 | House Party                         | Reginald Hudlin                   | Warrington Hudlin                                                     |
| 1990 | Lightning Over Braddock             | Tony Buba                         | Tony Buba                                                             |
| 1990 | The Natural History of Parking Lots | Everett Lewis                     | Aziz Ghazal                                                           |
| 1990 | Twister                             | Michael Almereyda                 | de⁠(Wieland Schulz-Keil)[Schulz-Keil&page=de&targettitle=de traduceți] |
| 1991 | Straight Out of Brooklyn            | Matty Rich                        | Matty Rich                                                            |
| 1991 | Chameleon Street                    | Wendell B. Harris Jr.             | Wendell B. Harris Jr.                                                 |
| 1991 | Poison                              | Todd Haynes                       | Christine Vachon                                                      |
| 1991 | The Rapture                         | Michael Tolkin                    | Karen Koch, Nancy Tenenbaum și Nick Wechsler                          |
| 1991 | Slacker                             | Richard Linklater                 | Richard Linklater                                                     |
| 1992 | The Waterdance                      | Neal Jimenez și Michael Steinberg | Gale Anne Hurd, Marie Cantin și Guy Riedel                            |
| 1992 | Laws of Gravity                     | Nick Gomez                        | Bob Gosse și Larry Meistrich                                          |
| 1992 | My New Gun                          | Stacy Cochran                     | Michael Flynn                                                         |
| 1992 | Reservoir Dogs                      | Quentin Tarantino                 | Lawrence Bender                                                       |
| 1992 | Swoon                               | Tom Kalin                         | Christine Vachon                                                      |
| 1993 | El Mariachi                         | Robert Rodriguez                  | Robert Rodriguez și Carlos Gallardo                                   |
| 1993 | American Heart                      | Martin Bell                       | Jeff Bridges și Rosilyn Heller                                        |
| 1993 | Combination Platter                 | Tony Chan                         | Tony Chan și Judy Moy                                                 |
| 1993 | Mac                                 | John Turturro                     | Brenda Goodman și Nancy Tenenbaum                                     |
| 1993 | Menace II Society                   | Allen și Albert Hughes            | Darin Scott                                                           |
| 1994 | Spanking the Monkey                 | David O. Russell                  | Dean Silvers                                                          |
| 1994 | Clean, Shaven                       | Lodge Kerrigan                    | Lodge Kerrigan                                                        |
| 1994 | Clerks                              | Kevin Smith                       | Kevin Smith și Scott Mosier                                           |
| 1994 | I Like It Like That                 | Darnell Martin                    | Lane Janger                                                           |
| 1994 | Suture                              | David Siegel și Scott McGehee     | David Siegel, Scott McGehee și Michele Petin                          |
| 1995 | The Brothers McMullen               | Edward Burns                      | Dick Fisher                                                           |
| 1995 | Kids                                | Larry Clark                       | Cary Woods                                                            |
| 1995 | Little Odessa                       | James Gray                        | Paul Webster                                                          |
| 1995 | Picture Bride                       | Kayo Hatta                        | Diane Mei Lin Mark și Lisa Onodera                                    |
| 1995 | River of Grass                      | Kelly Reichardt                   | Jesse Hartman                                                         |
| 1996 | Sling Blade                         | Billy Bob Thornton                | David L. Bushell și Brandon Rosser                                    |
| 1996 | Big Night                           | Campbell Scott și Stanley Tucci   | Jonathan Filley                                                       |
| 1996 | I Shot Andy Warhol                  | Mary Harron                       | Tom Kalin și Christine Vachon                                         |
| 1996 | Manny & Lo                          | Lisa Krueger                      | Marlen Hecht și Dean Silvers                                          |
| 1996 | Trees Lounge                        | Steve Buscemi                     | Chris Hanley și Brad Wyman                                            |
| 1997 | Eve's Bayou                         | Kasi Lemmons                      | Caldecot Chubb și Samuel L. Jackson                                   |
| 1997 | The Bible and Gun Club              | Daniel J. Harris                  | Daniel J. Harris                                                      |
| 1997 | Hard Eight                          | Paul Thomas Anderson              | Robert Jones și John S. Lyons                                         |
| 1997 | In the Company of Men               | Neil LaBute                       | Mark Archer și Stephen Pevner                                         |
| 1997 | Star Maps                           | Miguel Arteta                     | Matthew Greenfield                                                    |
| 1998 | The Opposite of Sex                 | Don Roos                          | David Kirkpatrick și Michael Besman                                   |
| 1998 | Buffalo '66                         | Vincent Gallo                     | Chris Hanley                                                          |
| 1998 | High Art                            | Lisa Cholodenko                   | Dolly Hall, Jeffrey Levy-Hinte și Susan A. Stover                     |
| 1998 | PI                                  | Darren Aronofsky                  | Eric Watson                                                           |
| 1998 | Slums of Beverly Hills              | Tamara Jenkins                    | Michael Nozik și Stan Wlodkowski                                      |
| 1999 | Being John Malkovich                | Spike Jonze                       | Michael Stipe, Sandy Stern, Steve Golin și Vincent Landay             |
| 1999 | Boys Don't Cry                      | Kimberly Peirce                   | Jeffrey Sharp, John Hart, Eva Kolodner și Christine Vachon            |
| 1999 | Three Seasons                       | Tony Bui                          | Jason Kliot și Joana Vicente                                          |
| 1999 | Twin Falls Idaho                    | Michael Polish                    | Marshall Persinger, Rena Ronson și Steven J. Wolfe                    |
| 1999 | Xiu Xiu: The Sent Down Girl         | Joan Chen                         | Joan Chen și Wai-Chung Chan                                           |

### Anii 2000
| An   | Câștigător                        | Regizor(i)                           | Producător(i)                                                                        |
| ---- | --------------------------------- | ------------------------------------ | ------------------------------------------------------------------------------------ |
| 2000 | You Can Count on Me               | Kenneth Lonergan                     | John Hart, Jeffrey Sharp, Barbara De Fina și Larry Meistrich                         |
| 2000 | Boiler Room                       | Ben Younger                          | Jennifer Todd și Suzanne Todd                                                        |
| 2000 | Girlfight                         | Karyn Kusama                         | Maggie Renzi, Sarah Green și Martha Griffin                                          |
| 2000 | Love & Basketball                 | Gina Prince-Bythewood                | Spike Lee și Sam Kitt                                                                |
| 2000 | The Visit                         | Jordan Walker-Pearlman               | Jordan Walker-Pearlman                                                               |
| 2001 | In the Bedroom                    | Todd Field                           | Todd Field, Ross Katz și Graham Leader                                               |
| 2001 | The Anniversary Party             | Alan Cumming și Jennifer Jason Leigh | Alan Cumming și Jennifer Jason Leigh                                                 |
| 2001 | The Believer                      | Henry Bean                           | Susan Hoffman și Christopher Roberts                                                 |
| 2001 | Donnie Darko                      | Richard Kelly                        | Sean McKittrick, Nancy Juvonen și Adam Fields                                        |
| 2001 | Ghost World                       | Terry Zwigoff                        | Lianne Halfon, John Malkovich și Russell Smith                                       |
| 2002 | The Dangerous Lives of Altar Boys | Peter Care                           | Jodie Foster, Meg LeFauve, Jay Shapiro și Todd McFarlane                             |
| 2002 | Interview with the Assassin       | Neil Burger                          | Brian Koppelman și David Levien                                                      |
| 2002 | Manito                            | Eric Eason                           | Jesse Scolaro și Allen Bain                                                          |
| 2002 | Paid in Full                      | Charles Stone III                    | Damon Dash, Jay-Z, Brett Ratner, Azie Faison și Steve Rifkind                        |
| 2002 | Roger Dodger                      | Dylan Kidd                           | Dylan Kidd, Anne Chaisson și Campbell Scott                                          |
| 2003 | Monster                           | Patty Jenkins                        | Mark Damon, Donald Kushner, Clark Peterson, Charlize Theron și Brad Wyman            |
| 2003 | Bomb the System                   | Adam Bhala Lough                     | Ben Rekhi și Sol Tryon                                                               |
| 2003 | House of Sand and Fog             | Vadim Perelman                       | Vadim Perelman și Michael London                                                     |
| 2003 | Quattro Noza                      | Joey Curtis                          | Fredric King                                                                         |
| 2003 | Thirteen                          | Catherine Hardwicke                  | Jeffrey Levy-Hinte și Michael London                                                 |
| 2004 | Garden State                      | Zach Braff                           | Pamela Abdy, Gary Gilbert, Dan Halsted și Richard Klubeck                            |
| 2004 | Brother to Brother                | Rodney Evans                         | Rodney Evans, Jim McKay, Isen Robbins și Aimee Schoof                                |
| 2004 | Napoleon Dynamite                 | Jared Hess                           | Jeremy Coon, Sean Covel și Chris Wyatt                                               |
| 2004 | Saints and Soldiers               | Ryan Little                          | Ryan Little și Adam Abel                                                             |
| 2004 | The Woodsman                      | Nicole Kassell                       | Lee Daniels                                                                          |
| 2005 | Crash                             | Paul Haggis                          | Paul Haggis, Cathy Schulman, Don Cheadle, Bob Yari, Mark R. Harris și Bobby Moresco  |
| 2005 | Lackawanna Blues                  | George C. Wolfe                      | Halle Berry, Vince Cirrincione, Ruben Santiago-Hudson, Nellie Nugiel și Shelby Stone |
| 2005 | Me and You and Everyone We Know   | Miranda July                         | Gina Kwon                                                                            |
| 2005 | Thumbsucker                       | Mike Mills                           | Anthony Bregman și Bob Stephenson                                                    |
| 2005 | Transamerica                      | Duncan Tucker                        | Sebastian Dungan, Linda Moran și Rene Bastian                                        |
| 2006 | Sweet Land                        | Ali Selim                            | Alan Cumming și James Bigham                                                         |
| 2006 | Day Night Day Night               | Julia Loktev                         | Melanie Judd și Jessica Levin                                                        |
| 2006 | Man Push Cart                     | Ramin Bahrani                        | Pradip Ghosh și Bedford T. Bentley                                                   |
| 2006 | The Motel                         | Michael Kang                         | Matthew Greenfield, Miguel Arteta, Gina Kwon și Karin Chien                          |
| 2006 | Wristcutters: A Love Story        | Goran Dukić                          | Adam Sherman, Chris Coen, Tatiana Kelly și Mikal P. Lazarev                          |
| 2007 | The Lookout                       | Scott Frank                          | Roger Birnbaum, Gary Barber, Laurence Mark și Walter F. Parkes                       |
| 2007 | 2 Days in Paris                   | Julie Delpy                          | Christophe Mazodier și Thierry Potok                                                 |
| 2007 | Great World of Sound              | Craig Zobel                          | Craig Zobel, Melissa Palmer, David Gordon Green și Richard A. Wright                 |
| 2007 | Rocket Science                    | Jeffrey Blitz                        | Effie Brown și Sean Welch                                                            |
| 2007 | Vanaja                            | Rajnesh Domalpalli                   | Latha R. Domalapalli                                                                 |
| 2008 | Synecdoche, New York              | Charlie Kaufman                      | Charlie Kaufman, Anthony Bregman, Spike Jonze și Sidney Kimmel                       |
| 2008 | Afterschool                       | Antonio Campos                       | T. Sean Durkin și Josh Mond                                                          |
| 2008 | Medicine for Melancholy           | Barry Jenkins                        | Justin Barber                                                                        |
| 2008 | Sangre de Mi Sangre               | Christopher Zalla                    | Per Melita și Ben Odell                                                              |
| 2008 | Sleep Dealer                      | Alex Rivera                          | Anthony Bregman                                                                      |
| 2009 | Crazy Heart                       | Scott Cooper                         | Scott Cooper, Robert Duvall, Rob Carliner, Judy Cairo și T-Bone Burnett              |
| 2009 | Easier with Practice              | Kyle Patrick Alvarez                 | Cookie Carosella                                                                     |
| 2009 | The Messenger                     | Oren Moverman                        | Mark Gordon, Lawrence Inglee și Zach Miller                                          |
| 2009 | Paranormal Activity               | Oren Peli                            | Oren Peli și Jason Blum                                                              |
| 2009 | A Single Man                      | Tom Ford                             | Tom Ford, Chris Weitz, Andrew Miano și Robert Salerno                                |

### Anii 2010
| An   | Câștigător                          | Regizor(i)                      | Producător(i) |
| ---- | ----------------------------------- | ------------------------------- | --- |
| 2010 | Get Low                             | Aaron Schneider                 | Dean Zanuck și David Gundlach |
| 2010 | Everything Strange and New          | Frazer Bradshaw                 | Laura Techera Francia și A.D. Liano |
| 2010 | The Last Exorcism                   | Daniel Stamm                    | Eric Newman, Eli Roth, Marc Abraham și Thomas A. Bliss |
| 2010 | Night Catches Us                    | Tanya Hamilton                  | Ronald Simon, Sean Costello și Jason Orans |
| 2010 | Tiny Furniture                      | Lena Dunham                     | Kyle Martin și Alicia Van Couvering |
| 2011 | Margin Call                         | J. C. Chandor                   | Joe Jenckes, Robert Ogden Barnum, Corey Moosa, Michael Benaroya, Neal Dodson și Zachary Quinto |
| 2011 | Another Earth                       | Mike Cahill                     | Hunter Gray, Mike Cahill, Brit Marling și Nicholas Shumaker |
| 2011 | In the Family                       | Patrick Wang                    | Patrick Wang, Andrew van den Houten și Robert Tonino |
| 2011 | Martha Marcy May Marlene            | Sean Durkin                     | Josh Mond, Antonio Campos, Chris Maybach și Patrick Cunningham |
| 2011 | Natural Selection                   | Robbie Pickering                | Brion Hambell și Paul Jensen |
| 2012 | The Perks of Being a Wallflower     | Stephen Chbosky                 | Lianne Halfon, Russell Smith și John Malkovich |
| 2012 | Fill the Void                       | Rama Burshtein                  | Assaf Amir |
| 2012 | Gimme the Loot                      | Adam Leon                       | Natalie Difford, Dominic Buchanan și Jamund Washington |
| 2012 | Safety Not Guaranteed               | Colin Trevorrow                 | Marc Turtletaub, Peter Saraf, Stephanie Langhoff, Derek Connolly și Colin Trevorrow |
| 2012 | Sound of My Voice                   | Zal Batmanglij                  | Hans Ritter, Brit Marling și Shelley Surpin |
| 2013 | Fruitvale Station                   | Ryan Coogler                    | Nina Yang Bongiovi și Forest Whitaker |
| 2013 | Blue Caprice                        | Alexandre Moors                 | Isen Robbins, Aimee Schoof, Ron Simons, Stephen Tedeschi, Brian O'Connell, Kim Jackson și Will Rowbotham |
| 2013 | Concussion                          | Stacie Passon                   | Cliff Chenfeld, Anthony Cupo și Rose Troche |
| 2013 | Una Noche                           | Lucy Mulloy                     | Daniel Mulloy, Lucy Mulloy, Maite Artieda și Sandy Perez Aguila |
| 2013 | Wadjda                              | Haifaa al-Mansour               | Gerhard Meixner și Roman Paul |
| 2014 | Nightcrawler                        | Dan Gilroy                      | Jennifer Fox, Tony Gilroy, Michel Litvak, Jake Gyllenhaal și David Lancaster |
| 2014 | Dear White People                   | Justin Simien                   | Effie Brown, Ann Le, Julia Lebedev, Angel Lopez, Justin Simien și Lena Waithe |
| 2014 | A Girl Walks Home Alone at Night    | Ana Lily Amirpour               | Justin Begnaud și Sina Sayyah |
| 2014 | Obvious Child                       | Gillian Robespierre             | Elisabeth Holm |
| 2014 | She's Lost Control                  | Anja Marquardt                  | Anja Marquardt, Mollye Asher și Kiara C. Jones |
| 2015 | The Diary of a Teenage Girl         | Marielle Heller                 | Miranda Bailey, Anne Carey, Bert Hamelinck și Madeline Samit |
| 2015 | James White                         | Josh Mond                       | Max Born, Antonio Campos, Sean Durkin, Melody Roscher și Eric Schultz |
| 2015 | Manos Sucias                        | Josef Kubota Wladyka            | Elena Greenlee și Márcia Nunes |
| 2015 | Mediterranea                        | Jonas Carpignano                | Jason Michael Berman, Chris Columbus, Jon Coplon, Christoph Daniel, Andrew Kortschak, John Lesher, Ryan Lough, Justin Nappi, Alain Peyrollaz, Gwyn Sannia, Marc Schmidheiny, Victor Shapiro și Ryan Zacarias |
| 2015 | Songs My Brother Taught Me          | Chloé Zhao                      | Chloé Zhao, Mollye Asher, Nina Yang Bongiovi, Angela C. Lee și Forest Whitaker |
| 2016 | The Witch                           | Robert Eggers                   | Robert Eggers, Daniel Bekerman, Jay Van Hoy, Lars Knudsen, Jodi Redmond și Rodrigo Teixeira |
| 2016 | The Childhood of a Leader           | Brady Corbet                    | Antoine de Clermont-Tonnerre, Chris Coen, Ron Curtis, Helena Danielsson, Mona Fastvold și István Major |
| 2016 | The Fits                            | Anna Rose Holmer                | Anna Rose Holmer și Lisa Kjerulff |
| 2016 | Other People                        | Chris Kelly                     | Sam Bisbee, Adam Scott și Naomi Scott |
| 2016 | Swiss Army Man                      | Daniel Scheinert și Daniel Kwan | Miranda Bailey, Lawrence Inglee, Lauren Mann, Amanda Marshall, Eyal Rimmon și Jonathan Wang |
| 2017 | Ingrid Goes West                    | Matt Spicer                     | Jared Goldman, Adam Mirels, Robert Mirels, Aubrey Plaza, Tim White și Trevor White |
| 2017 | Columbus                            | Kogonada                        | Danielle Renfrew Behrens, Aaron Boyd, Giulia Caruso, Ki Jin Kim, Andrew Miano și Chris Weitz |
| 2017 | Menashe                             | Joshua Z. Weinstein             | Yoni Brook, Traci Carlson, Daniel Finkelman și Alex Lipschultz |
| 2017 | Oh Lucy!                            | Atsuko Hirayanagi               | Jessica Elbaum, Yukie Kito și Han West |
| 2017 | Patti Cake$                         | Geremy Jasper                   | Chris Columbus, Michael Gottwald, Dan Janvey, Daniela Taplin Lundberg, Noah Stahl și Rodrigo Teixeira |
| 2018 | Sorry to Bother You                 | Boots Riley                     | Nina Yang Bongiovi, Kelly Williams, Jonathan Duffy, Charles D. King, George Rush și Forest Whitaker |
| 2018 | Hereditary                          | Ari Aster                       | Kevin Frakes, Lars Knudsen și Buddy Patrick |
| 2018 | The Tale                            | Jennifer Fox                    | Jennifer Fox, Oren Moverman, Laura Rister, Mynette Louie, Simone Pero, Lawrence Inglee, Sol Bondy, Regina K. Scully, Lynda Weinman și Reka Posta                                                             |
| 2018 | We the Animals                      | Jeremiah Zagar                  | Jeremy Yaches, Christina D. King, Andrew Goldman și Paul Mezey |
| 2018 | Wildlife                            | Paul Dano                       | Oren Moverman, Jake Gyllenhaal, Riva Marker, Ann Ruark, Alex Saks, Andrew Duncan și Paul Dano |
| 2019 | Booksmart                           | Olivia Wilde                    | Megan Ellison, Chelsea Barnard, David Distenfield, Jessica Elbaum, Katie Silberman |
| 2019 | The Climb                           | Michael Angelo Covino           | Michael Angelo Covino, Kyle Marvin și Noah Lang |
| 2019 | Diane                               | Kent Jones                      | Luca Borghese, Ben Howe, Caroline Kaplan și Oren Moverman |
| 2019 | The Last Black Man in San Francisco | Joe Talbot                      | Khaliah Neal, Joe Talbot, Dede Gardner, Jeremy Kleiner, și Christina Oh |
| 2019 | The Mustang                         | Laure de Clermont-Tonnerre      | Alain Goldman |
| 2019 | See You Yesterday                   | Stefon Bristol                  | Spike Lee |

### Anii 2020
| An   | Câștigător                 | Regizor(i)                  | Producător(i)                                                                                        |
| ---- | -------------------------- | --------------------------- | --- |
| 2020 | Sound of Metal             | Darius Marder               | Bert Hamelinck, Sacha Ben Harroche, Bill Benz și Kathy Benz                                          |
| 2020 | The 40-Year-Old Version    | Radha Blank                 | Lena Waithe, Jordan Fudge, Radha Blank, Inuka Bacote-Capiga, Jennifer Semler și Rishi Rajani         |
| 2020 | I Carry You With Me        | Heidi Ewing                 | Heidi Ewing, Mynette Louie, Gabriela Maire și Edher Campos                                           |
| 2020 | Miss Juneteenth            | Channing Godfrey Peoples    | Toby Halbrooks, Tim Headington, Jeanie Igoe, James M. Johnston, Theresa Page și Neil Creque Williams |
| 2020 | Nine Days                  | Edson Oda                   | Jason Michael Berman, Mette-Marie Kongsved, Matthew Linder, Laura Tunstall și Datari Turner          |
| 2021 | 7 Days                     | Roshan Sethi                | Liz Cardenas, Mel Eslyn                                                                              |
| 2021 | Holler                     | Nicole Riegel               | Adam Cobb, Rachel Gould, Katie McNeill, Jamie Patricof și Christy Spitzer Thornton                   |
| 2021 | Queen of Glory             | Nana Mensah                 | Baff Akoto, Anya Migdal, Kelley Robins Hicks și Jamund Washington                                    |
| 2021 | Test Pattern               | Shatara Michelle Ford       | Pin-Chun Liu și Yu-Hao Su                                                                            |
| 2021 | Wild Indian                | Lyle Mitchell Corbine Jr.   | Thomas Mahoney, Lyle Mitchell Corbine, Jr. și Eric Tavitian                                          |
| 2022 | Aftersun                   | Charlotte Wells             | Mark Ceryak, Amy Jackson, Barry Jenkins, Adele Romanski                                              |
| 2022 | Emily the Criminal         | John Patton Ford            | Tyler Davidson, Aubrey Plaza, Drew Sykes                                                             |
| 2022 | The Inspection             | Elegance Bratton            | Effie T. Brown, Chester Algernal Gordon                                                              |
| 2022 | Murina                     | Antoneta Alamat Kusijanović | Danijel Pek, Rodrigo Teixeira                                                                        |
| 2022 | Palm Trees and Power Lines | Jamie Dack                  | Leah Chen Baker                                                                                      |